# Takenplatte

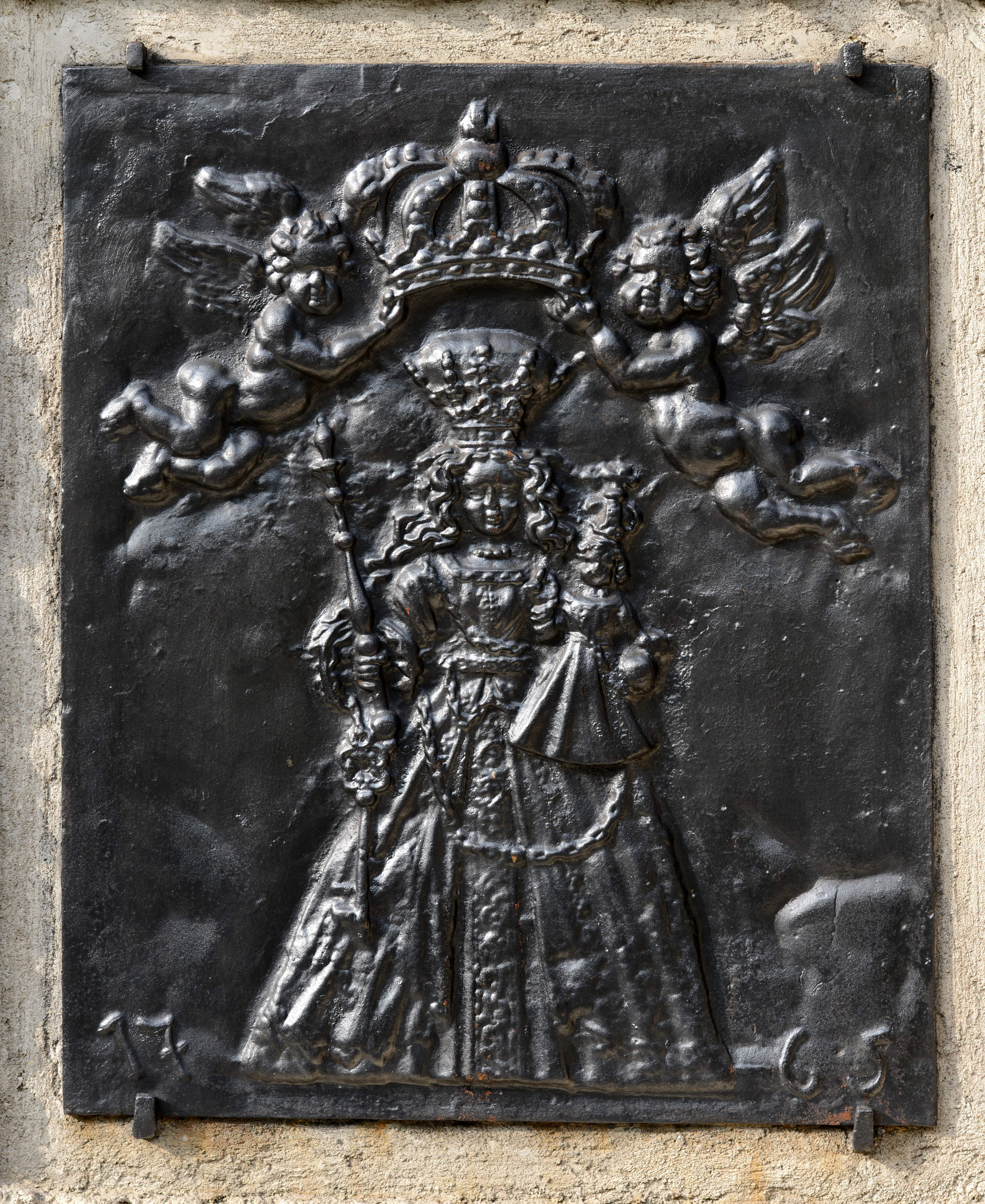
Takenplatte mit dem Bildnis der Consolatrix afflictorum.

Takenplatten („Abdeckplatten“, vom lat. tegere = bedecken, abdecken) sind gusseiserne Platten, die in Bauernhäusern bis ins 19. Jahrhundert als Bestandteil einer Takenheizung in eine Aussparung der Feuerwand zwischen Küche und Stube eingemauert wurden. Sie leiteten die Wärme des offenen Feuers in der Küche (über dem der Kochkessel hing) zur Stube. Um die Wärme besser regulieren zu können, stellte man im gegenüberliegenden Raum, also zumeist in der Stube, einen sogenannten Takenschrank vor die Platte. Dieser Schrank war oft reich verziert und bildete einen wichtigen Schmuck in der Stube wohlhabender Bauern. Bei einer weit verbreiteten Form besaß der Schrank oben zwei Türen, darunter ein querrechteckiges Fach mit Tür und unten, vor der Takenplatte, wiederum Türen, die manchmal durchbrochen gearbeitet waren. Hinter den oberen Türen wurde Geschirr aufbewahrt, das querrechteckige Fach über der Takenplatte diente angeblich zum Warmhalten von Speisen oder zum Gehenlassen von Hefeteig. Durch Öffnen oder (teilweises) Schließen der unteren Türen konnte die Wärmezufuhr in die Wohnstube reguliert werden. Als Ende des 19. Jahrhunderts Herde auch auf dem Land üblich wurden und das offene Feuer verschwand, verloren die Takenplatten ihre Funktion. Sie blieben aber mit den Takenschränken oft in situ erhalten und wurden häufig erst bei Modernisierungen nach dem Zweiten Weltkrieg entfernt. Viele Platten fanden eine Zweitverwendung z. B. als Abdeckung von Jauchegruben, allerdings wurden sie schon bald von Sammlern gesucht und im Antiquitätenhandel angeboten. Takenplatten weisen zumeist ein querrechteckiges Format auf und besitzen keinen glatten Rand wie seitliche Ofenplatten. Sie werden aber trotzdem oft mit diesen oder mit Kaminplatten verwechselt.
Die Tradition der Takenheizung ist auf einen eng begrenzten geografischen Raum beschränkt. Takenplatten wurden nur in Eisenhütten der ostbelgischen  Provinz Luxembourg, Lothringens, Luxemburgs, der Eifel, des Hunsrücks und des heutigen Saarlandes hergestellt. Im 17. und 18. Jahrhundert wurden sie in der Dillinger Hütte produziert. Weitere wichtige Hütten befanden sich in Quint, heute ein Stadtteil von Trier, und in Weilerbach bei Bollendorf.
Die ältesten bekannten Platten stammen aus dem späten 15. Jahrhundert. Bis zur Französischen Revolution zeigten die Taken- und die mit ihnen verwandten (und in den gleichen Hütten hergestellten) Ofenplatten meist biblische oder heraldische Motive, später auch mythologische oder allegorische Darstellungen. Dabei unterscheidet sich das Themenspektrum deutlich zwischen katholischen, protestantischen und jüdischen Haushalten. Sie sind daher auch Objekte der Volkskunst. Als Vorlage für die hölzernen Model nach denen die Platten gegossen wurden, dienten häufig Druckgrafiken bekannter Künstler. Viele Model wurden jahrzehntelang verwendet, so dass sich längst überholte Stilformen noch lange halten konnten, auch kombinierte man oft Model, die thematisch oder stilistisch eigentlich nicht zusammenpassten oder benutzte beschädigte Model einfach weiter. In der Spätzeit des Takenplattengusses, also zu Beginn des 19. Jahrhunderts, wurden manchmal auch andere Gegenstände als Model verwendet, wie Kruzifixe oder Rosenkränze. 
Heute werden Takenplatten oft zur Verschönerung von Innen- und Außenbereichen von Bauernhöfen und Wohnhäusern genutzt und sind begehrte Sammlungsobjekte, im Antiquitätenhandel werden daher häufig Nachgüsse angeboten. Für den Laien sind diese nicht leicht zu erkennen; ein Merkmal ist oft die geringere Stärke, auch fehlen auf der Rückseite meist die charakteristischen Spuren, die beim Glätten des flüssigen Eisens in der offenen Form entstehen. 
Bedeutende Ausstellungen von Takenplatten finden sich im Volkskunde- und Freilichtmuseum Roscheider Hof in Konz, im Eisenmuseum Jünkerath, im Stadtmuseum Simeonstift Trier, im Nationalmuseum Luxemburg, im Historischen Museum der Stadt Luxemburg, im Museé Gaumais in Virton und im Rathaus der Stadt Düsseldorf. Takenheizungen sind in vielen Bauernhausmuseen und Freilichtmuseen im Verbreitungsgebiet der Takenplatten zu besichtigen.